# オリンパス E-500

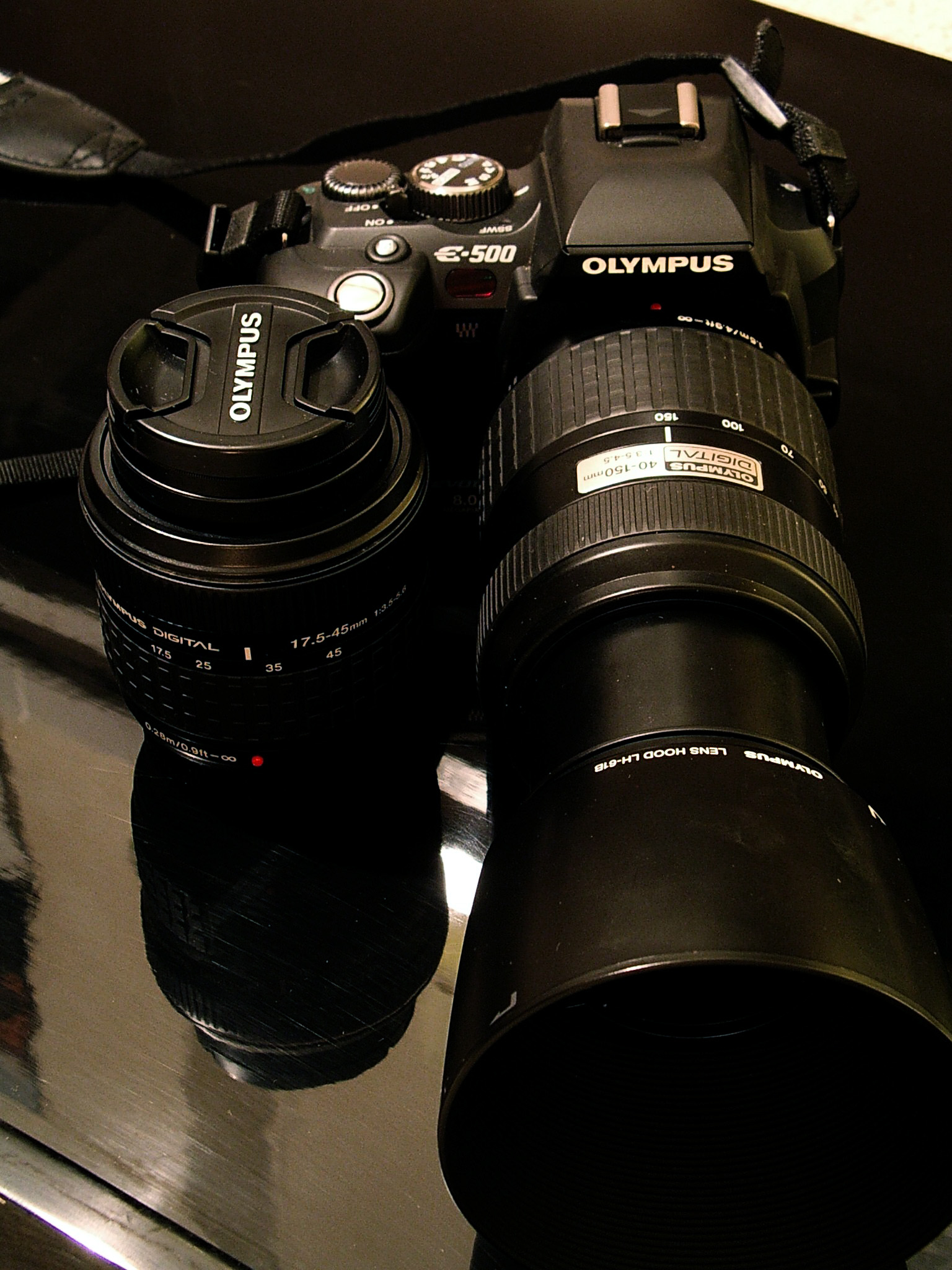
オリンパス E-500

オリンパス E-500は、オリンパス・イメージング社のオリンパスE-システムのデジタル一眼レフカメラ。フォーサーズシステムを採用している。2005年11月発売。
ペンタ部の出っ張りを廃した横長のE-300からオーソドックスなスタイルに戻し、徹底した小型・軽量化を実現している。
E-500は入門機でありながら非常に多機能で細かな設定が可能で、ハイライトコントロール・シャドーコントロール・ローキーモード・ハイキーモードなどの熟練者好みの機能も有している。撮影素子はE-300と同じコダック製800万画素フルフレームCCDであるが、高感度ノイズを上手に抑え、ISO800以上における仕上がりはE-300とは全く別物にできる。液晶モニターは2.5型に大型化し、これまでの操作系・メニュー表示を踏襲しつつ各種設定もさらに簡便に行えるようになった。またE-300では不安定だったAEやAWBも安定して使いやすくなっている。一方で、ファインダーはE-300よりも小さくなり、倍率も下がっている。ダストリダクションシステムも搭載。

## 仕様
| モデル              | E-500                                                                                               |
| ------------------- | --------------------------------------------------------------------------------------------------- |
| 撮像素子            | 4/3型フルフレーム型CCD 17.3×13.0mm                                                                  |
| 有効画素数          | 800万画素                                                                                           |
| レンズマウント      | フォーサーズシステム・マウント                                                                      |
| AF方式              | TTL位相差検出方式                                                                                   |
| 測距点              | 3点                                                                                                 |
| 測光方式            | 49分割デジタルESP測光・中央部重点平均測光 スポット測光・スポット測光ハイライト/シャドーコントロール |
| フォーカスモード    | シングルAF / コンティニュアスAF / MF /シングルAF＋MF /コンティニュアスAF＋MF                        |
| 連続撮影            | 約2.5コマ/秒・4コマまで（RAW・TIFF）                                                                |
| ISO感度             | 1/1/3ステップ AUTO / 100 / 200 / 400 / 800 / 1600                                                   |
| ホワイトバランス    | オート /プリセット 3000K-7500K / カスタム / ワンタッチ                                              |
| シャッター速度      | 60秒～1/4000秒（Mモード）、バルブ（8分）、X=1/180秒                                                 |
| ファインダー        | ペンタダハミラー・アイレベル一眼レフ方式・視野率約95%・倍率0.9倍・プレビュー可                      |
| 液晶モニタ          | 2.5型ハイパークリスタル液晶（半透過型TFTカラー液晶）・21.5万画素                                    |
| 記録媒体            | CFカードType I/II、マイクロドライブ対応・xDピクチャーカード                                         |
| 電源                | 専用リチウムイオン電池 BLM-1                                                                        |
| 本体サイズ（W×H×D） | 129.5(W)×94.5(H)×66(D)mm                                                                            |
| 質量（本体のみ）    | 約435g                                                                                              |